# 緑が丘駅 (兵庫県)
緑が丘駅（みどりがおかえき）は、兵庫県三木市志染町広野にある神戸電鉄粟生線の駅である。駅番号はKB48。
志染駅と並び、三木市のニュータウン地域の中心駅になっている。

## 歴史
- 1950年（昭和25年）3月8日：粟生線の押部谷駅 - 広野新開駅（現・広野ゴルフ場前駅）に広野野球場前駅（ひろのやきゅうじょうまええき）として開業[1]。
- 1958年（昭和33年）6月15日：現駅名に改称[1]。
- 2000年（平成12年）4月：無人駅となる[1]。
- 2012年（平成24年）3月：駅併設の売店がなくなる[1]。

## 駅構造
単式ホーム1面1線を有する地上駅。西鈴蘭台駅 - 志染駅間で唯一交換設備を持たない棒線駅である。ホーム有効長は5両。改札口はホームの鈴蘭台寄りに設けられている。
沿線光ネットワークに接続された駅務遠隔システムが導入されている。

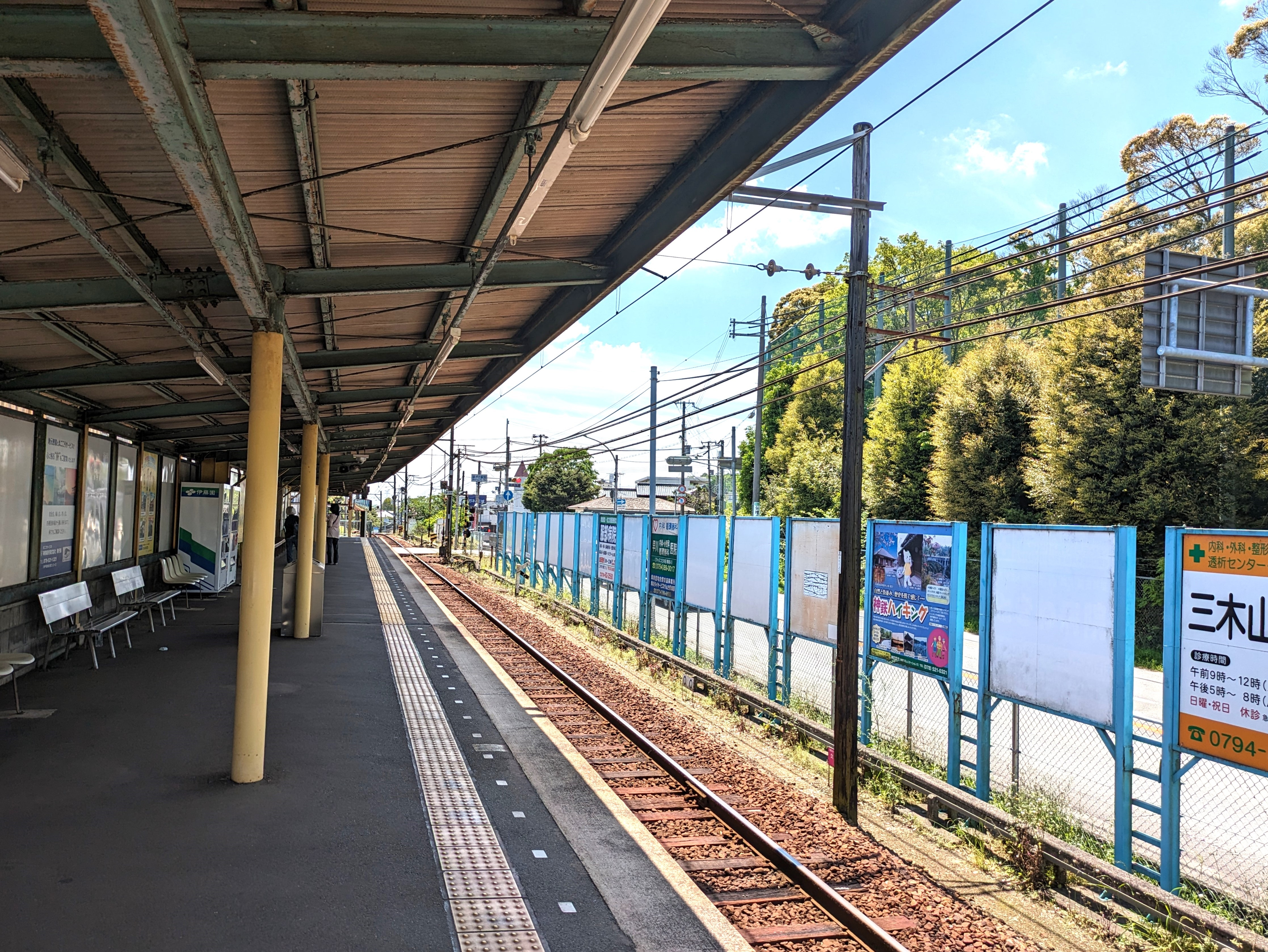
プラットホーム
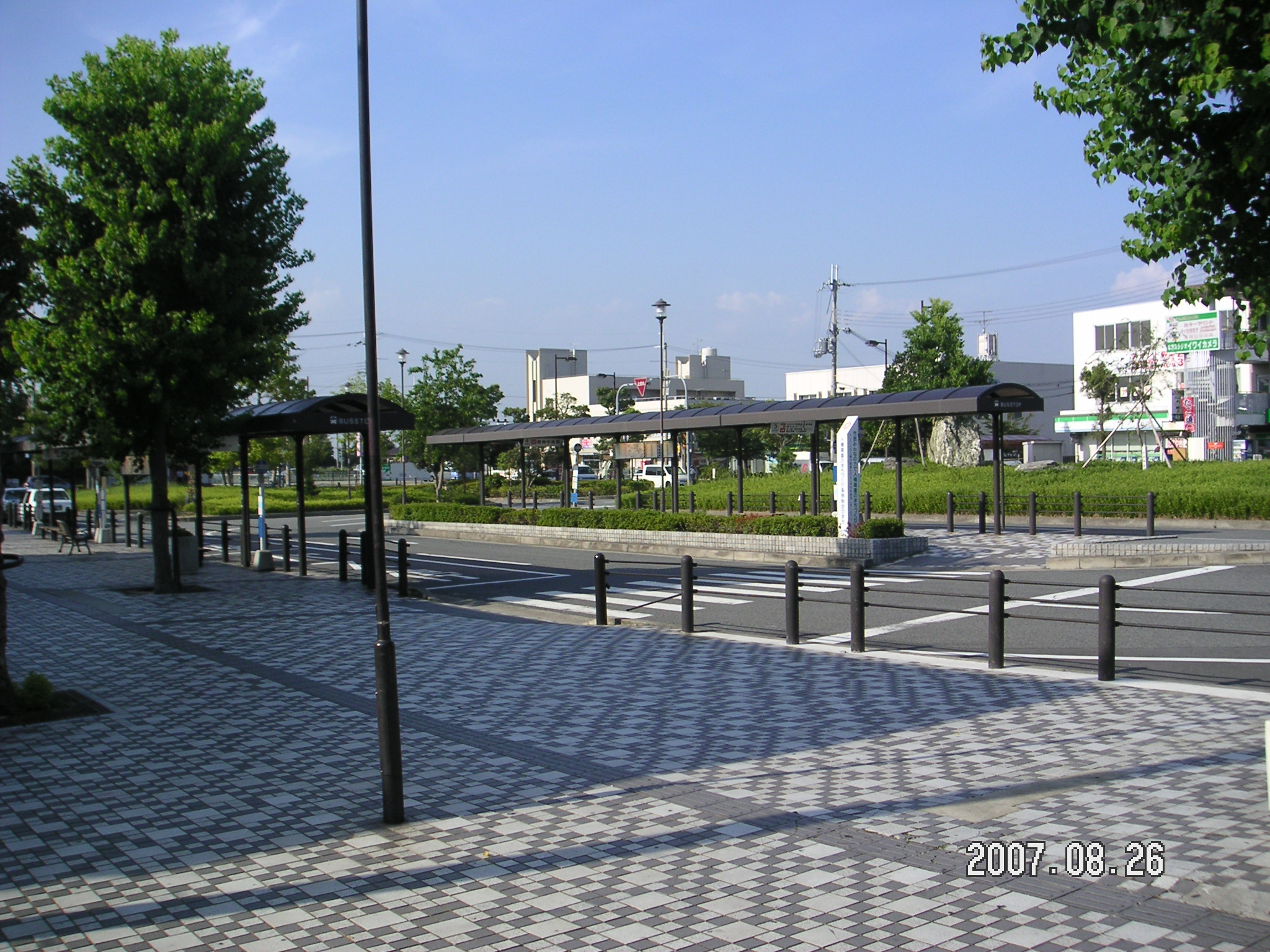
駅前のロータリー
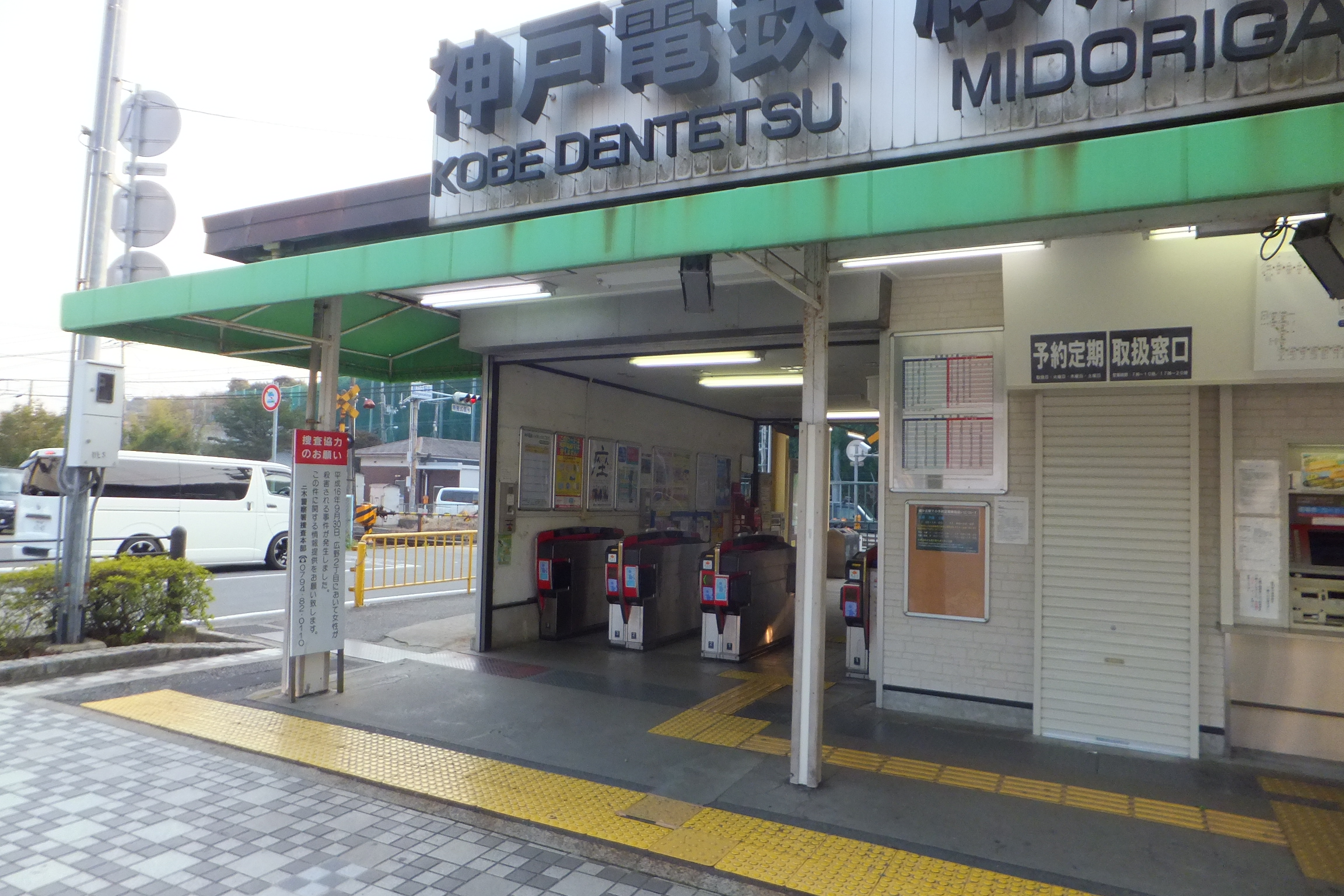
改札口
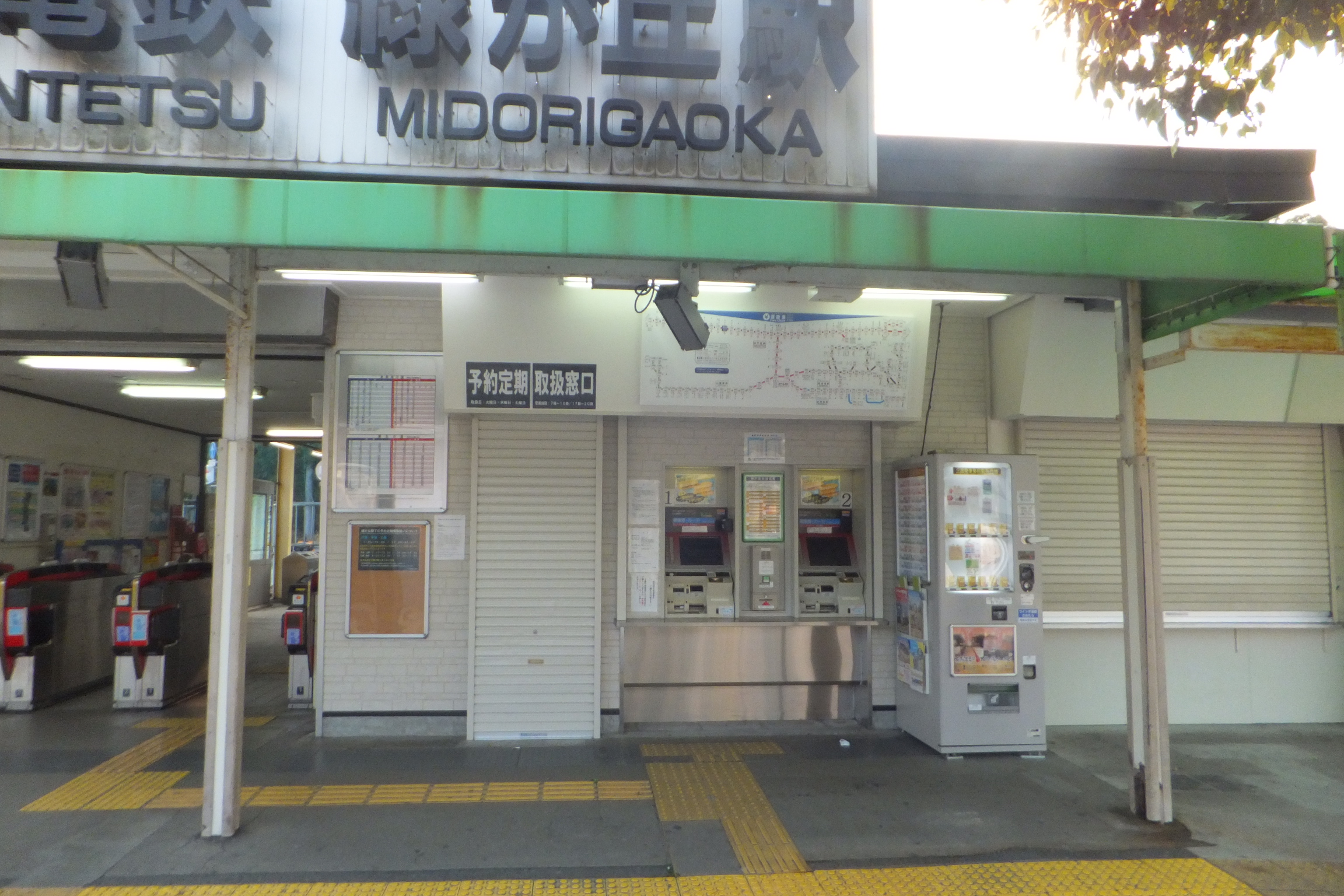
券売機
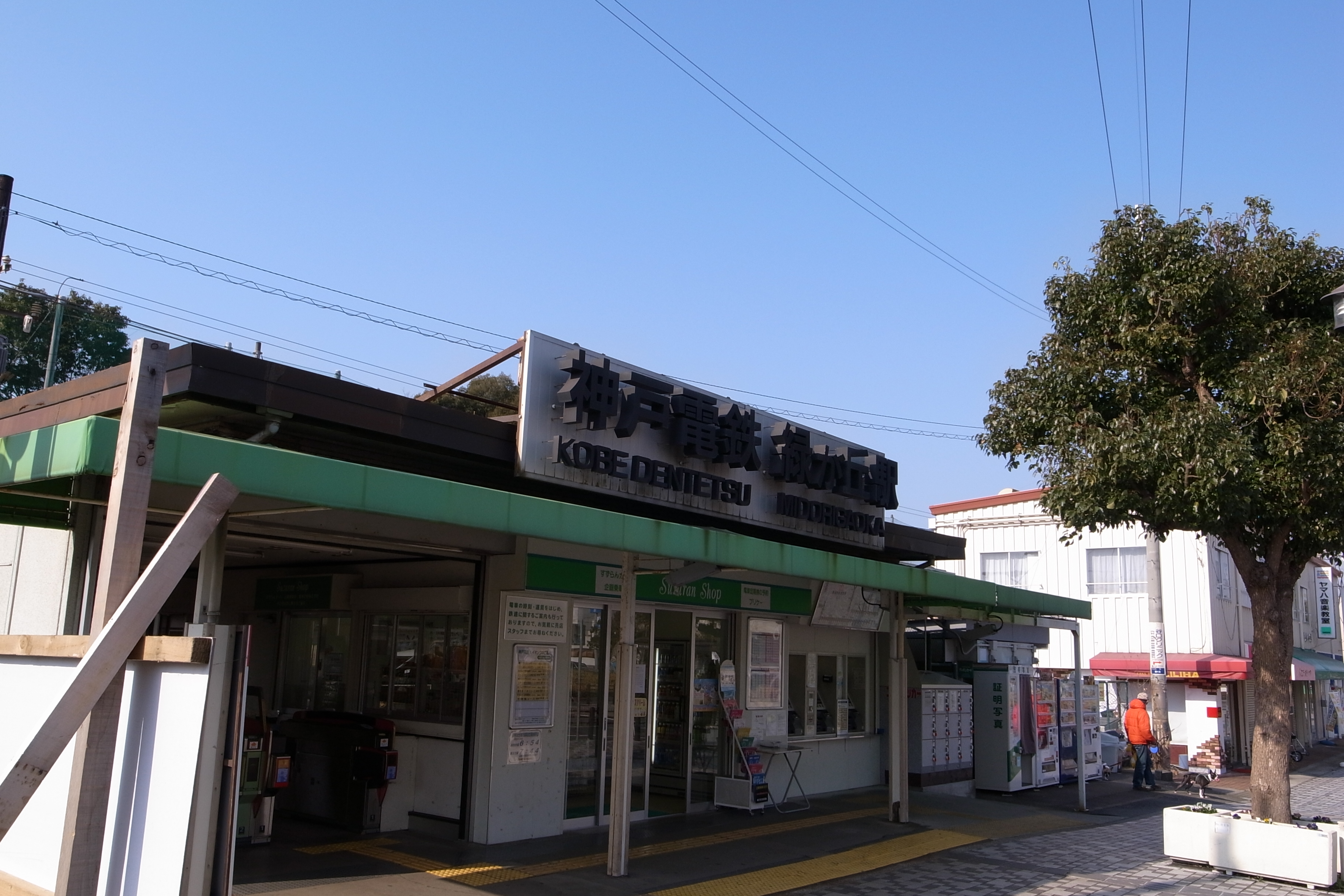
2010年1月の緑が丘駅。当時は駅の横で売店が営業していた。

## 利用状況
1日あたりの乗車人員 1,195人（2021年）
近年では、駅ロータリーに停車する三宮行きの神姫バスが業績を伸ばしており、神鉄の利用者数は減少している。
近年の1日平均乗車人員は下表のとおりである。
| 年次               | 1日平均 乗車人員 |
| ------------------ | ---------------- |
| 2002年（平成14年） | 2,551            |
| 2003年（平成15年） | 2,523            |
| 2004年（平成16年） | 2,380            |
| 2005年（平成17年） | 2.362            |
| 2006年（平成18年） | 2,260            |
| 2007年（平成19年） | 2,153            |
| 2008年（平成20年） | 2,071            |
| 2009年（平成21年） | 1,967            |
| 2010年（平成22年） | 1,849            |
| 2011年（平成23年） | 1,770            |
| 2012年（平成24年） | 1,727            |
| 2013年（平成25年） | 1,710            |
| 2014年（平成26年） | 1,696            |
| 2015年（平成27年） | 1,663            |
| 2016年（平成28年） | 1,617            |
| 2017年（平成29年） | 1,608            |
| 2018年（平成30年） | 1,551            |
| 2019年（令和元年） | 1,545            |
| 2020年（令和02年） | 1,273            |
| 2021年（令和03年） | 1,195            |

## 駅周辺
駅前のロータリーには、バス停とタクシー乗り場が設置されている。駅北側のニュータウンである緑が丘、青山からの利用者が多いが、100 mほど東へ行った神戸市西区の住民も当駅を利用する。なお、駅南側は広野ゴルフ倶楽部である。
- 教育機関、研究機関
  - 大学
    - 関西国際大学[1]

  - 高等学校
    - 兵庫県立三木北高等学校

  - 中学校
    - 三木市立緑が丘中学校

  - 小学校
    - 三木市立緑が丘小学校
    - 三木市立緑が丘東小学校
    - 神戸市立北山小学校

  - 保育園・幼稚園
    - しんてつ・みどりがおか保育園
    - 清心緑が丘認定こども園
    - 三木市立緑が丘東幼稚園

  - その他
    - 三木特別支援学校
    - コープこうべ協同学苑
    - 兵庫県消防学校
    - 県立広域防災センター

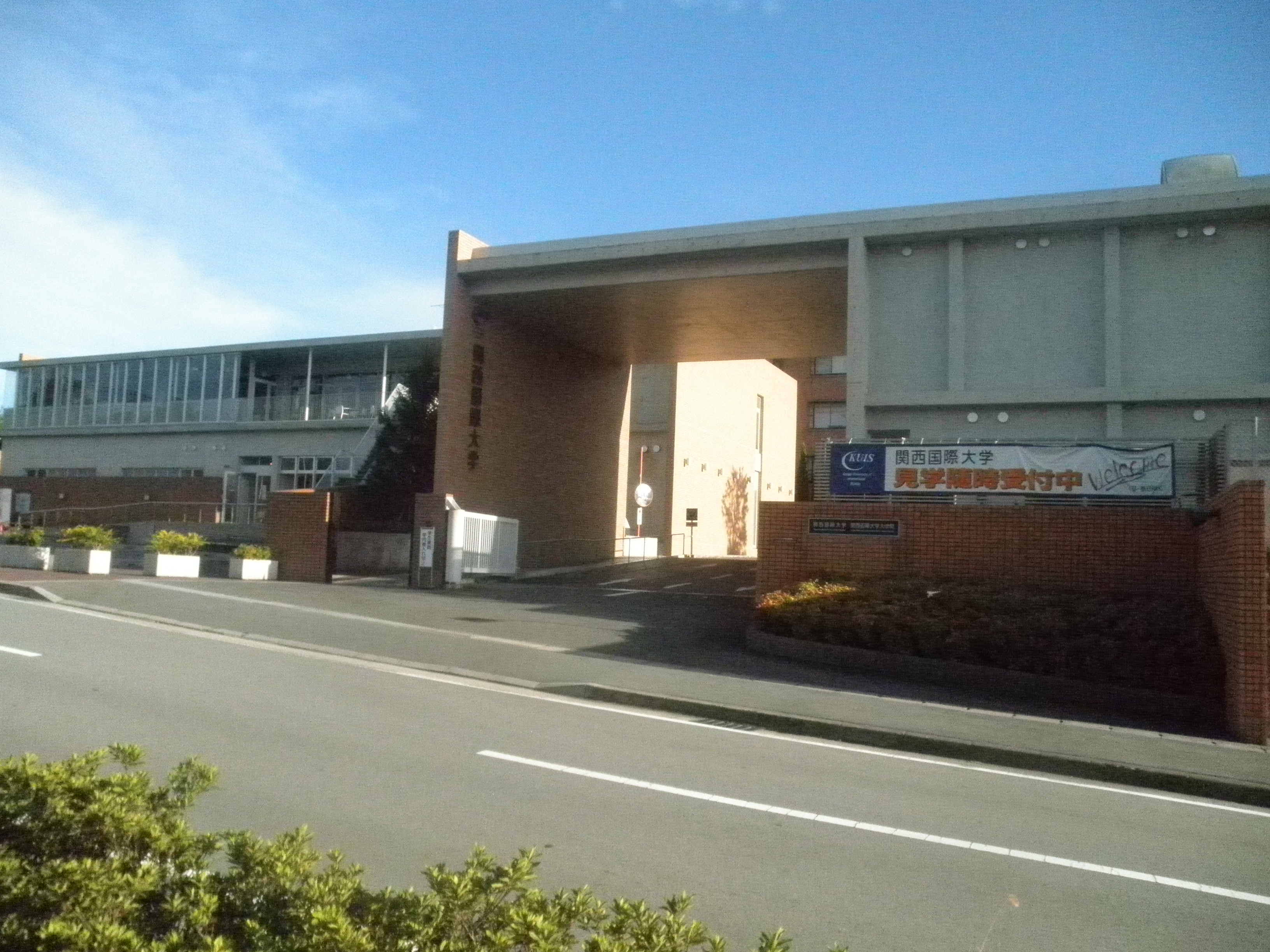
関西国際大学

    - 独立行政法人防災科学技術研究所兵庫耐震工学研究センター（E-ディフェンス）
    - 兵庫県立のじぎく特別支援学校（所在地は神戸市西区としているが、校地の大部分は三木市域にあり位置的には当駅が最寄駅。）
- 主な公共施設
  - 緑が丘町公民館
  - 青山公民館
- 郵便局、金融機関
  - 三木緑ヶ丘郵便局
  - 三木青山郵便局
  - 三井住友銀行イオン三木青山出張所（旧・太陽神戸銀行→太陽神戸三井銀行→さくら銀行）    - ※2021年2月8日より、緑が丘支店が三木支店（三木駅の近く）内に移転しており、イオン三木青山店食品館内にATMを新設。

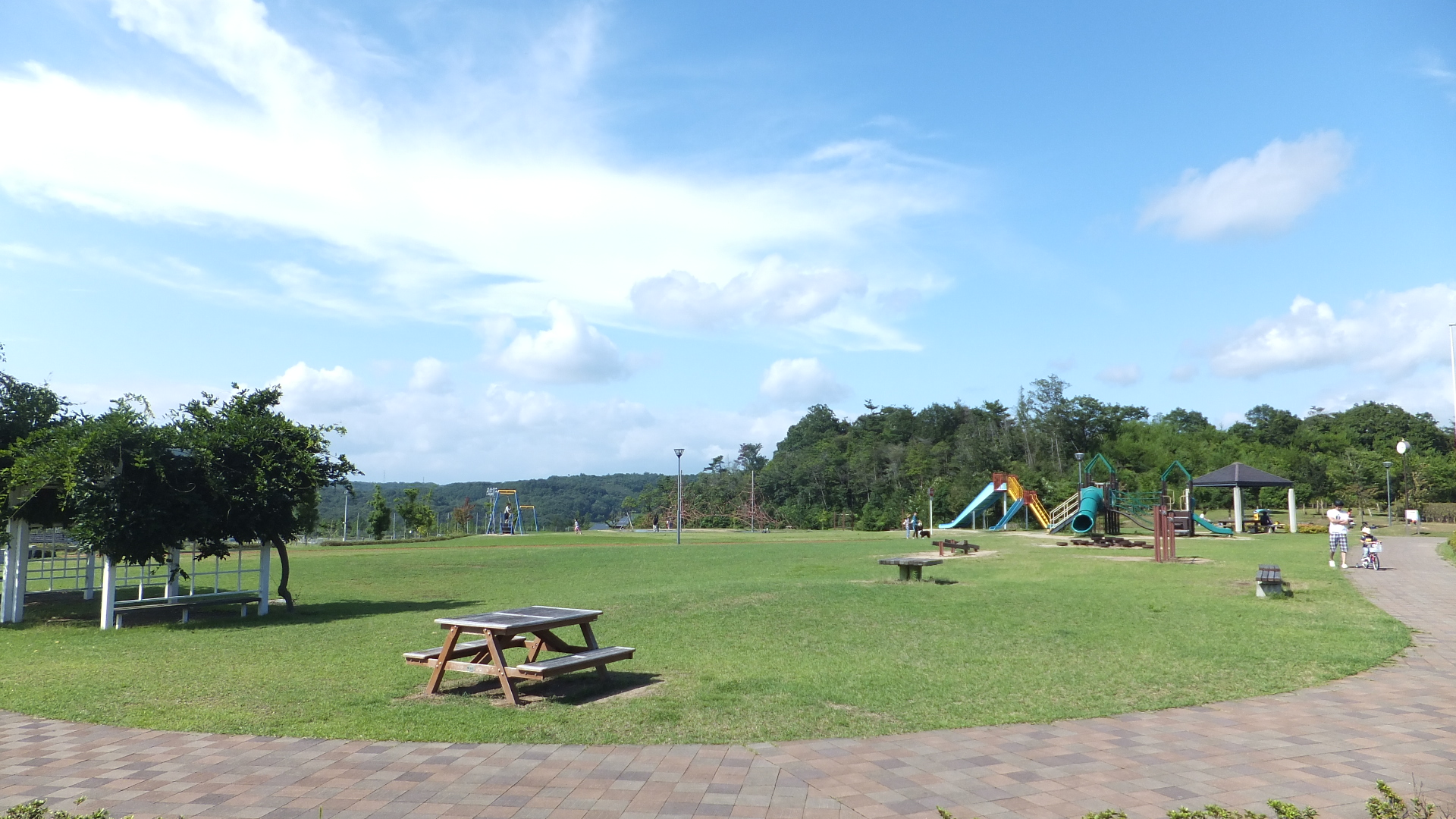
三木総合防災公園

  - 但馬銀行緑が丘支店
  - 日新信用金庫緑が丘支店
  - JA兵庫みらい緑が丘支店

- 医療機関
  - 垂水病院
  - 広野高原病院
  - ときわ病院

- 主な集客施設
  - コープ三木緑が丘
  - トーホーストア緑が丘店
  - エディオンアクティカナイ店
  - イオン三木青山店
    - Joshin 三木青山イオン店
    - Seria イオン三木青山店

  - DCMダイキ三木青山店
  - ウエルシア三木青山店
  - JSS三木スイミングスクール

- 都市公園、レジャー施設
  - 三木市緑が丘スポーツ公園
  - 緑が丘北公園
  - 青山中央公園
  - ネスタリゾート神戸
  - 三木総合防災公園[1]

- その他
  - 伽耶院
  - 広野ゴルフ倶楽部
  - JGAゴルフミュージアム
  - ひょうご情報公園都市
  - ナリス化粧品兵庫工場

## バス路線
| 停留所名 | 運行事業者                  | 路線名・系統・行先 |
| -------- | --------------------------- | --- |
| 緑が丘駅 | 神姫バス                    | - 快速：三宮・海上アクセスターミナル / 青山5丁目・自由が丘中公園・恵比須駅・三木営業所 |
| 緑が丘駅 | 神姫ゾーンバス              | - 06系統：防災公園前 - 08系統：ネスタリゾート神戸 - 015系統：青山5丁目 / 志染駅 - 051系統・52系統：協同学苑前 / 青山5丁目 - 053系統：市役所前 - 054系統：森林公園 / 青山5丁目 - 059系統・60系統：三木営業所 / 青山5丁目 - 103系統：北播磨総合医療センター / 青山5丁目・伽耶院口 |
| 緑が丘駅 | - 神姫バス - 神姫ゾーンバス | - 050系統：三木営業所 / 健康福祉センター（よかたん） - 081系統：青山5丁目 / 西神中央駅 |

## 隣の駅
神戸電鉄
■粟生線
■準急・■普通
押部谷駅 (KB47) - 緑が丘駅 (KB48) - 広野ゴルフ場前駅 (KB49)